# Vlag van Libin
De vlag van Libin is op onbekende datum bij raadsbesluit vastgesteld als de vlag van de gemeente Libin in de Belgische provincie Luxemburg. De vlag kan als volgt worden beschreven:
Verticale banen van rood-wit (1:2) met drie open boeken geplaatst, verticaal in het rode veld geplaatst en een rode rijn in het witte veld geplaatst.
De vlag komt overeen met het vlagontwerp van de Raad van Heraldiek en Vexillologie (Frans: Conseil d’héraldique et de vexillologie). De vlag is gebaseerd op het gemeentewapen.